# Josée Wouters
Pour les articles homonymes, voir Wouters.
Josée Wouters est une pongiste belge.

## Carrière
Josée Wouters remporte la médaille de bronze en double dames avec Mary Detournay aux Championnats du monde de tennis de table 1947.